# Coreses
Coreses település Spanyolországban,  Zamora tartományban. Coreses Zamora, Monfarracinos, Molacillos, Algodre, Villalube, Toro, Fresno de la Ribera, Villalazán és Villaralbo községekkel határos. Lakosainak száma 1037 fő (2024).

## Népesség
A település népessége az utóbbi években az alábbiak szerint változott:
| Lakosok száma | 1190 | 1158 | 1153 | 1156 | 1142 | 1069 | 1061 | 1047 | 1049 | 1037 |
|               | 2001 | 2004 | 2007 | 2009 | 2012 | 2014 | 2017 | 2019 | 2022 | 2024 |